# Spoorlijn Eslöv - Helsingborg
De spoorlijn Eslöv - Helsingborg (Zweeds: Rååbanan) is een spoorlijn in het zuiden van Zweden in de provincie Skåne län. De lijn verbindt de plaatsen Eslöv en Helsingborg met elkaar.
De spoorlijn is 45 kilometer lang en werd in 1865 in gebruik genomen.

## Afbeeldingen

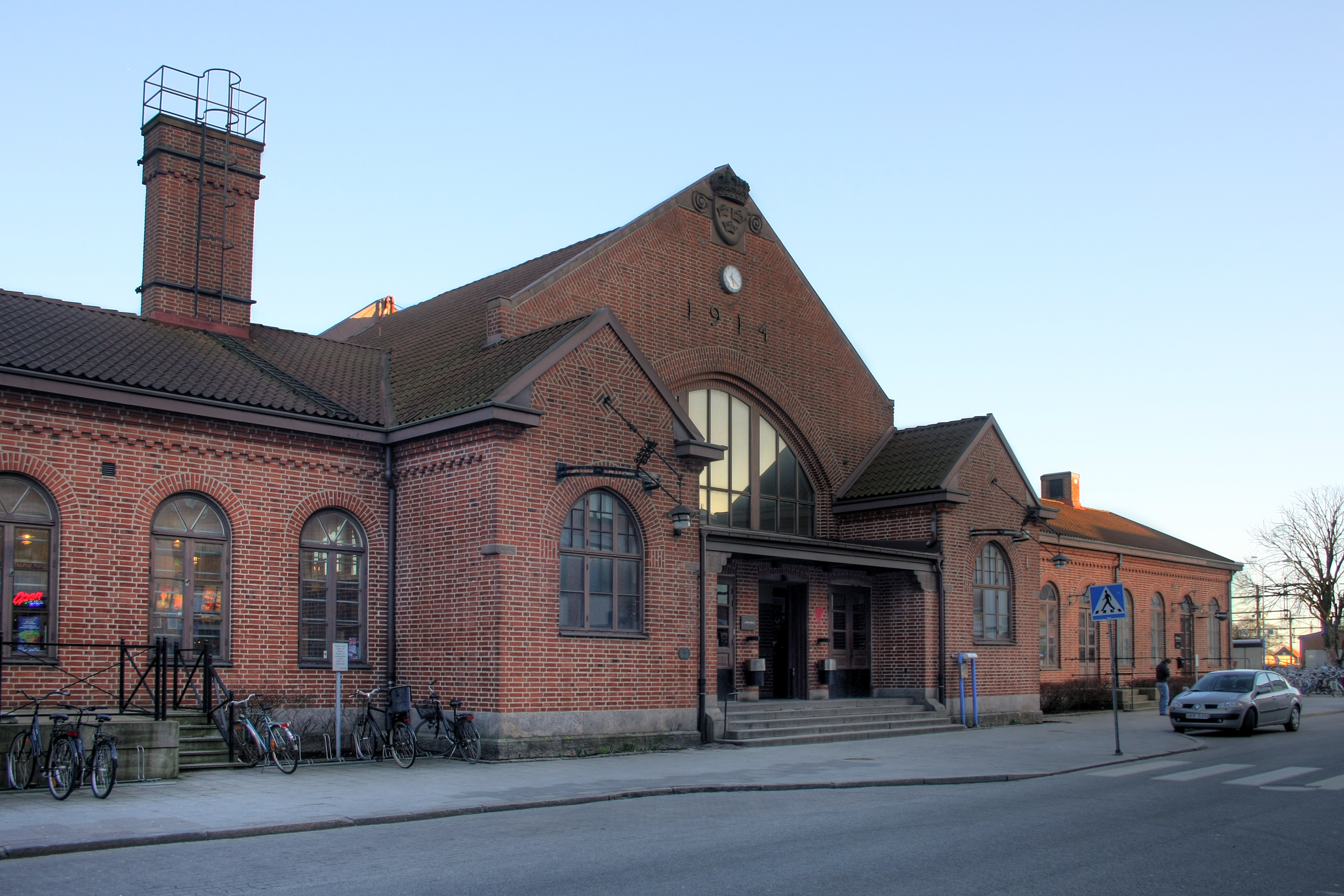
Station Eslöv
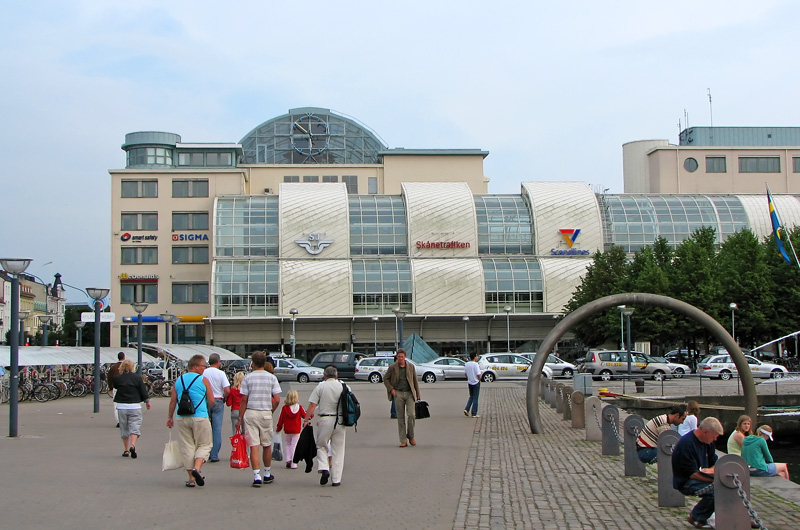
Station Helsingborg